# Depresie psihotică
Depresia psihotică, cunoscută și ca psihoză depresivă, este un episod depresiv major care este acompaniat de simptome psihotice.  Poate avea loc în contextul tulburării bipolare sau a tulburării depresive majore.  Poate fi dificil de distins de tulburarea schizoafectivă, diagnostic care necesită prezența simptomelor psihotice timp de cel puțin două săptămâni fără ca simptomele tulburărilor de dispoziție să fie prezente. Pentru a se pune diagnostic de depresie psihotică unipolară, este nevoie ca trăsăturile psihotice să se manifeste doar în timpul episoadelor de depresie majoră. Un diagnostic care implică criteriile din DSM-5 necesită îndeplinirea criteriilor pentru un episod depresiv major, alături de criteriile pentru trăsăturile psihotice cu congruență a dispoziției sau incongruență a dispoziției.

## Simptome
Indivizii cu depresie psihotică experimentează simptome ale episodului depresiv major, alături una sau mai multe simptome psihotice, precum deliruri și/sau halucinații.  Delirurile pot fi clasificate în cu congruență a dispozției și cu incongruență a dispoziției, în funcție de dacă natura delirurilor este sau nu în conformitate cu starea de dispoziție a individului.  Teme comune ale delirurilor cu congruență a dispoziției sunt sentimentul de vinovăție, pedeapsă, insuficiență personală sau boală.  Jumătate din pacienți experimentează mai mult de un tip de delir.  Delirurile au loc fără halucinații la aproximativ între jumătate și două treimi din pacienții cu depresie psihotică.  Halucinațiile pot fi auditorii, vizuale, olfactive (zâmbet) sau pipăibile (atingere), și sunt în concordanță cu materialul delirant.  Afectul este trist, nu plat.  Anhedonia severă, lipsa interesului și retardarea psihomotorie sunt prezente în mod caracteristic.

## Cauze
Simptomele psihotice tind să se dezvolte după ce individul a avut deja câteva episoade de depresie fără psihoză.  În orice caz, odată ce simptomele psihotice s-au ivit, ele tind să reapară la fiecare episod depresiv viitor. Pronosticul pentru depresie psihotică nu este considerat la fel de rău ca cel pentru tulburările schizoafective sau tulburările psihotice primare.  De asemenea, cei care au experimentat un episod depresiv cu trăsături psihotice au un risc crescut de recidivare și sinucidere în comparație cu cei care au avut parte de depresie fără trăsături psihotice, și tind să aibă anomalii mai pronunțate ale somnului.
Membrii familiei celor care au experimentat depresia psihotică au un risc crescut atât de depresie psihotică cât și de schizofrenie.
Cei mai mulți pacienți cu depresie psihotică afirmă că au avut un prim episod când aveau între 20 și 40 de ani. Ca orice alt episod depresiv, depresia psihotică tinde să fie episodică, simptomele durând o anumită perioadă de timp după care se potolesc. Deși depresia psihotică poate fi cronică (să dureze mai mult de 2 ani), cele mai multe episoade depresive durează mai puțin de 24 luni. Un studiu dirijat de Kathleen S. Bingham a constat că pacienții care primesc tratament adecvat pentru depresie psihotică intră în „remisiune”. Aceștia mărturisesc că au o calitate a vieții similară celor care nu au depresie psihotică.

## Diagnostice diferențiale
Simptomele psihotice sunt adesea ratate în cazul celor cu depresie psihotică, fie din cauza că pacienții nu cred că simptomele lor sunt anormale, fie pentru că încearcă să-și ascundă simptomele de alții.  Pe de altă parte, depresia psihotică poate fi confundată cu tulburarea schizoafectivă. Din cauza simptomelor suprapuse, printre diagnosticele diferențiale sunt tulburările disociative.

## Tratament
Mai multe instrucțiuni de tratament recomandă fie o combinație între antidepresive de a doua generație și antipsihotice atipice sau monoterapia antidepresivă triciclică sau terapia electrocovulsivă (TEC) ca tratament de primă linie pentru depresia psihotică unipolară. Există anumite argumente care indică că terapia combinată dintre un antidepresiv și un antipsihotic este mai eficientă în tratarea depresiei psihotice decât unul dintre aceste tratamente singur sau placebo.
Tratamentele farmaceutice pot consta în antidepresive triciclice, antipsihotice atipice sau o combinație dintre noile, mult mai bine toleratele categorii de SSRI sau SNRI și un antipsihotic atipic. Olanzapina poate fi o monoterapie eficace în caz de depresie psihotică, deși există dovezi că este ineficientă pentru simptomele depresive ca monoterapie; olanzapina/fluoxetina este mai eficientă. Monoterapia cu quetiapină poate fi în bună măsură de ajutor în caz de depresie psihotică întrucât are efecte atât antidepresive cât și antipsihotice, precum și un profil de tolerabilitate rezonabil în comparație cu alte antipsihotice atipice. Actualele tratamente bazate pe medicamente ale depresiei psihotice sunt eficace în chip rezonabil, dar pot cauza efecte adverse precum greață, dureri de cap, amețeală și creștere în greutate. Antidepresivele triciclice pot fi destul de periculoase, deoarece supradoza are potențialul de a cauza aritmii cardiace fatale.
În contextul depresiei psihotice, următoarele sunt cele mai bine studiate combinații antidepresive/antipsihotice: 
Prima generație
- Amitriptilină/perfenazină[19]
- Amitriptilină/haloperidol[20]

A doua generație
- Venlafaxină/quetiapină?[21]
- Olanzapină/fluoxetină[14]
- Olanzapină/sertralină[22]

În practica modernă a TEC, un atac terapeutic clonic de tip epileptic este indus de curentul electric prin electrozi plasați pe un pacient anesteziat și inconștient. În ciuda multei cercetări, mecanismul exact de acțiune al TEC este nu este încă cunoscut. TEC are riscul de deficite cognitive temporare (e.g., confuzie, probleme de memorie), în plus pe lângă povara expunerilor repetate la anestezie generală.